# 溥佑
溥佑（1899年—1969年），愛新覺羅氏，清亡後改名金振武，是第一代恭親王奕訢孫、載瀅的第三個兒子。出身時正值奕訢服喪期間，根據當時法律無法列入皇族《玉牒》。1909年溥佑才得以列入玉牒，1937年歸宗本支，1969年去世。